# 見相応
「見相応」（けんそうおう、巴: Diṭṭhi-saṃyutta, ディッティ・サンユッタ）とは、パーリ仏典経蔵相応部に収録されている第24相応。

## 構成
4品96経から成る。
1. Sotāpatti-vaggo --- 全18経
2. Dutiyagamana-vaggo --- 全26経
3. Tatiyagamana-vaggo --- 全26経
4. Catutthagamana-vaggo --- 全26経

## 日本語訳
- 『南伝大蔵経・経蔵・相応部経典3』（第14巻） 大蔵出版
- 『原始仏典II 相応部経典3』 中村元監修 春秋社